# Wylax
Wylax is een Nederlandse visgroothandel die vanaf 1908 tot in 2020 gevestigd was in de plaats Woudrichem. Anno 2020 is het bedrijf eigendom van Visco Holding BV uit Urk.

## Geschiedenis

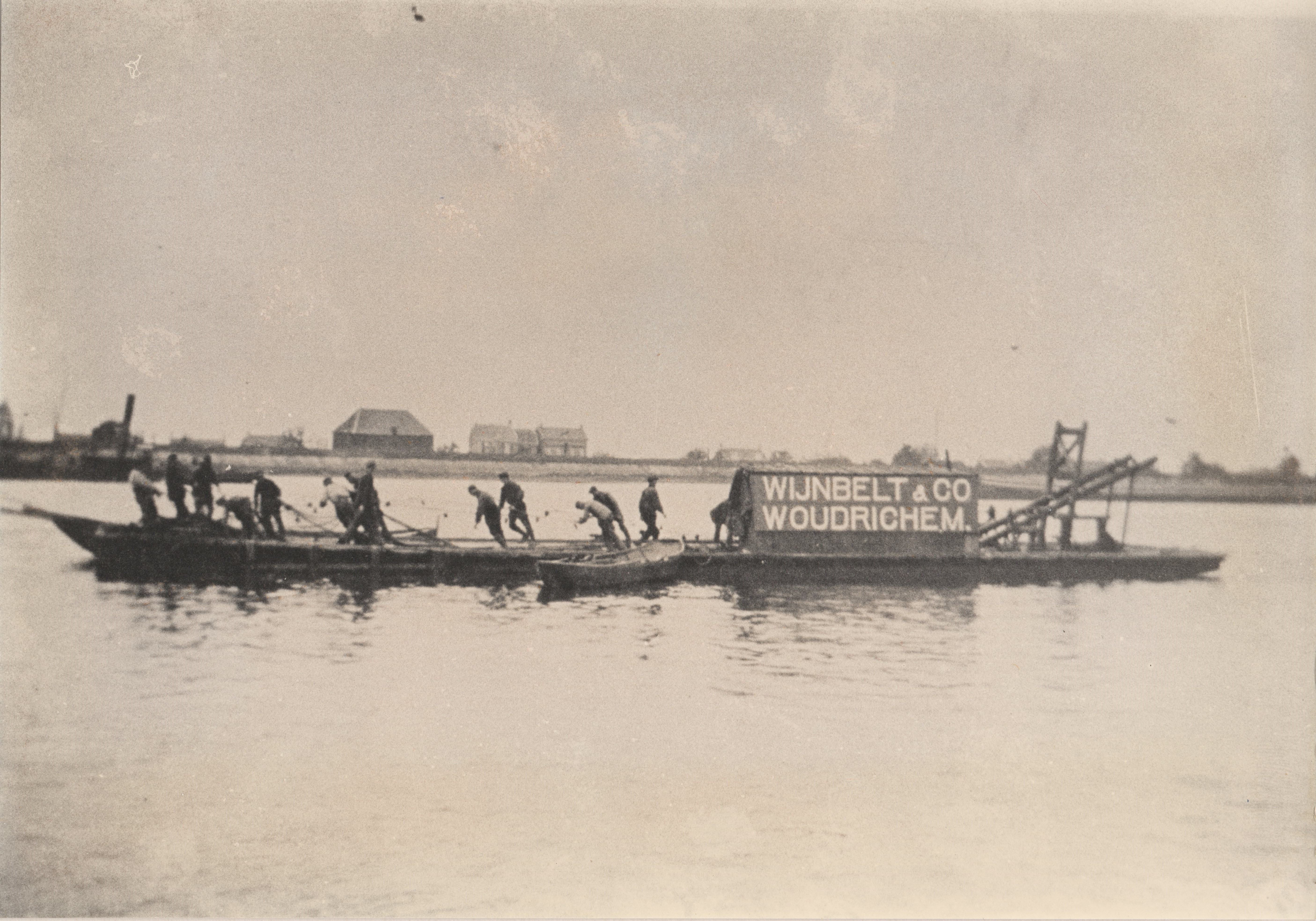

### Oprichting - 1940
Het bedrijf is in 1908 opgericht door zalmvisser Teunis Wijnbelt. Hij vestigde zich onder de naam Wijnbelt & Co in Woudrichem en was een handelsbedrijf in zoetwatervis, Hollandse zalm en paling. De vis werd gevangen in de Rijn, de Waal, de Merwede en de IJssel waarbij de zalm als grootste inkomstenbron diende.
In 1919 ging oprichter Wijnbelt een vennootschap onder firma aan met Jan van Straten, eveneens visser en afkomstig uit Woudrichem.
Het bedrijf kwam in 1929 in het nieuws nadat twee 2 grote rijnaken en een sleepboot waren vastgevroren in de haven van Gorkum aan de Merwede. Het bedrijf bood aan om deze schepen te bergen en zorgde hiermee voor werkgelegenheid voor circa 400 werkloze vissers in de regio.
De handel met het buitenland nam toe, zo werd onder andere met Fokker F7 vliegtuigen de verse vis in grote ijskisten overgevlogen naar Londen.
Medio 1930 leidden groei in de zowel nationale als internationale handel en export voor de investeringen tot de aanschaf van de eerste vrachtwagens. Maar ook werd de naam veranderd in 1931, de nieuwe bedrijfsnaam werd Wylax International. De naam was een samenvoeging van de eerste letters van de oprichter en het Zweedse woord lax als verwijzing naar zalm.
Door toegenomen vervuiling, overbevissing en kanalisatie daalde visstand in de Nederlandse rivieren en bleek de visserijtak van het bedrijf niet meer rendabel. Het bedrijf paste zich op de omstandigheden aan en legde zich toe op het importeren van vis. Men deed dit met eigen schepen, speciaal gebouwd voor dit doel. De schepen hadden een geperforeerde bodem waardoor het water vrij in- en uit kon stromen. Het fileren en verwerken van de vis deed het bedrijf zelf wel nog steeds.
Verdere investeringen werden gedaan in speciale treinwagons voor de export van levende paling. De wagons beschikten over grote watertanks waarin levende vis over lange afstand kon worden vervoerd. Een dieselmotor zorgde voor continue beweging van het water in de tanks.

### Tweede Wereldoorlog
Vanaf 1935 was het bedrijf al gestart met het kleinschalig conserveren van vis en omdat tijdens de Tweede Wereldoorlog voedselschaarste ontstond steeg de vraag naar geconserveerde vis enorm. Dit zorgde voor de omvorming van het bedrijf naar zowel een vis(vangstbedrijf) als een visconservenbedrijf. Met 90 medewerkers werden in die tijd ca 3600 blikken visconserven per uur geproduceerd met voorn en Brasem, later met makreel en haring. In de Tweede wereldoorlog ontstond een conflict tussen het bedrijf en andere vaak arme zalmvisbedrijven vanwege de hoogte van de huur / bruikleenvergoeding voor het gebruik van de motorboot, het sleepvlot en galg (die eigendom waren van Wijnbelt) en waarmee veel efficiënter en grotere hoeveelheden zalm kon worden gevangen. Hierdoor lag de zalmvisvangst een tijdlang stil.  

### Na de Tweede wereldoorlog

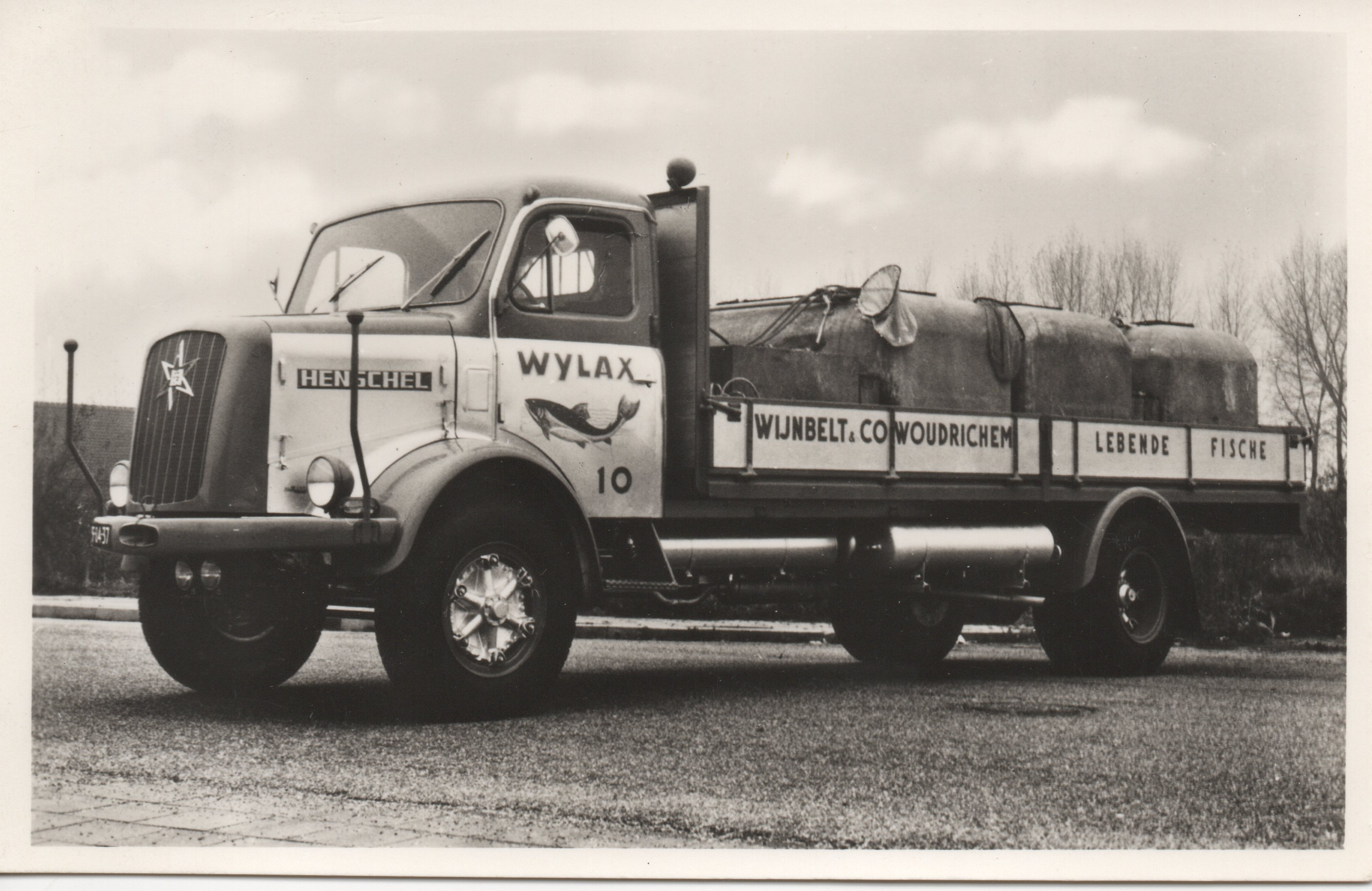

In 1950 volgende de zoon van oprichter, Willem Wijnbelt, zijn vader op als directeur van het bedrijf. 
Tien jaar na de Tweede Wereldoorlog draaide de Duitse industrie weer op volle toeren waardoor de Rijn verder vervuilde. Hierdoor kwam een definitief einde aan de Rijnzalm en de riviervisserij in Nederland. Om de visvangst zeker te stellen kocht het bedrijf in 1957 de visrechten in Ierland voor de rivier de Shannon en alle daarmee in verbinding staande meren. Voor de noodzakelijke vergunningen werd Wylax ltd opgericht.
In 1961 trad de zoon Pim van Willem Wijnbelt ook in dienst van het bedrijf. Hij was verantwoordelijk voor het vrachtwagentransport van de levende paling vanuit heel Europa. Naast de palingvangst werd ook de zalm interessanter door importmogelijkheden van grote hoeveelheden zalm uit Alaska, Noorwegen en Schotland. 
In 1987 haalt het bedrijf het nieuws nadat het er in slaagde om een schadevergoeding te krijgen van het chemieconcern Sandoz uit Zwitserland dat in 1986 een ernstige giftige vervuiling van de Rijn had veroorzaakt in Bazel.

### 1994 - heden
Nadat onverwacht de zoon Teunis en beoogd opvolger van Willem Wijnbelt overleed nam de andere zoon, Pim Wijnbelt, de bedrijfsleiding over. Hij verkocht in 1994 het bedrijf aan de Britse multinational Linton Park Plc. In 2020 besloot de huidige eigenaar, Visco Holding uit Urk, om de vestiging van Wylax in Woudrichem te sluiten en te verhuizen naar het nabijgelegen Raamsdonksveer. 